# I. Alexiosz bizánci császár
I. Alexiosz, teljes nevén Alexiosz Komnénosz, magyarosan I. Elek (görögül: Ἀλέξιος Α' Κομνηνός), (Konstantinápoly, 1048 – Konstantinápoly, 1118. augusztus 15.) a Bizánci Birodalom császára (uralkodott 1081. április 4-től haláláig), a Komnénosz-dinasztia tényleges megalapítója volt. III. Niképhorosz megbuktatásával jutott trónra. Uralma alatt sikerült ideiglenesen restaurálnia birodalma hatalmát, részben a hívására megindult I. keresztes hadjáratnak köszönhetően; nevéhez fűződik emellett a feudális jellegű pronoiarendszer elterjesztése és az itáliai kereskedővárosok privilégiumokkal való ellátása.

## Származása
Bár a dinasztiaalapítás Alexiosz nevéhez fűződik, nem ő volt az első császár az anatóliai nagybirtokos Komnénoszok közül: I. Iszaakiosz néven nagybátyja már 1057–1059 között viselte az uralkodói bíbort. Alexiosz Iszaakiosz Ióannész nevű fivérének és Anna Dalasszéna nevű feleségének volt a harmadik fia. A nagybátyja hatalomra kerülésének évében született Alexiosz Iszaakiosz nevű bátyjával együtt a családi hagyományt követve maga is katonai pályára állt, kitüntetve magát a IV. Rómanosz Diogenész (1067–1071) alatt a szeldzsukok ellen vívott harcokban.

## Karrierje
1078-ban kulccsszerepe volt abban, hogy III. Niképhorosz trónra juthasson a válságkezelésre teljesen alkalmatlan VII. Mikhaél ellenében, ezért jutalmul a nyugati birodalomfél főparancsnokává (domesztikosz) nevezték ki. Ilyen minőségben néhány év alatt pacifikálta a Balkánt. Niképhorosz Brüenniosz, a hajdani balkáni parancsnok még a trónra jutó névrokonával együtt lázadt fel, és seregei létszámfölényében bízva nem hódolt be III. Niképhorosznak, aki kaiszari rangot kínált neki. Az uralkodó erre szeldzsuk könnyűlovasokat felbérelve Alexiosz Komnénoszt küldte ellene. Komnénosz előbb Brüennioszt, majd bukása után a nobilisszimoszi rangot elutasítva fellázadó dürrakhioni herceget, Niképhorosz Baszilakioszt is leverte. Komnénosz végül a fosztogató besenyőkkel is leszámolt.

## Hatalomszerzése
Az 1080 őszén török segítséggel fellázadt Niképhorosz Melisszénosz Nikaia városában ellencsászárként lépett fel. Az uralkodó Alexiosz Komnénoszt menesztette ellene, de hadvezére megtagadta a parancsot. Komnénosz ebben az időben már saját hatalmi ambícióit dédelgette: feleségül vette Eiréné Dukainát, az idős Ióannész Dukasz kaiszar unokáját, egyúttal megnyerte magának az ekkor már egyházi pályára kényszerült VII. Mikhaél felesége, Alániai Mária támogatását is. A két família a trákiai Tzurullonban tartott találkozóján állapodott meg Alexiosz trónra tételéről; ennek fényében nem véletlen, hogy Alexiosz már nem volt hajlandó fegyvert fogni sógora, a lázadó Malisszénosszal szemben. Vele korábban úgy állapodott meg, hogy a birodalom kettéosztása helyett csupán kaiszari címet ad neki. Végül besenyőkből, varégokból és törökökből álló zsoldosseregével 1081 tavaszán bevonult a szintén zsoldosok védte fővárosba, ahol háromnapos öldöklést követően III. Niképhorosz jobbnak látta lemondani és kolostorba vonulni. Alexioszt húsvét vasárnapján, április 4-én koronázták meg.

## Uralkodása

### Államszervezet, pénzügyek

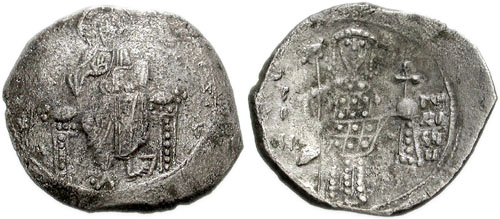
Alexiosz trakhüje (rontott értékű homorú ezüstveret). A bal oldalon Krisztus, a jobbon a császár látható

Alexiosz trónra lépve Iszaakiosz nevű fivérének új címet kreált: szebasztokratór (fenséges úr) lett, aki rangban megelőzte a kaiszarokat is. A császári intézkedés a bürokratikus államapparátus szétesését jelezte: a hajdani szigorú rangsorrend eltűnt, a régi címek nagy része elértéktelenedett, és számos új, túlfokozott megnevezés jött divatba. Az államapparátus felügyeletét egy új tisztviselő, a titkos ügyek logothetésze, másképp nagy logothetész látta el, aki ettől kezdve gyakran a meszazóni (első miniszteri) tisztséget is viselte.
A kor nem csak a hajdani rangok, hanem a pénz fokozott elértéktelenedését is magával hozta. Ezt az állami szervek eleinte haszonszerzésre igyekeztek felhasználni, azonban Alexiosz korára már kénytelenek voltak a gyengébb minőségű pénzeket is elfogadni. A pénzromlás elsősorban az alattvalókat sújtotta, akik az adószedők és az egész birodalomban megjelenő adóbérlők harácsolásait is megszenvedték.

### Birtokpolitikai újítások:pronoiaéskharisztika
Alexiosz idejére a hajdan parasztkatonákból (sztratióták) álló bizánci hadsereget jórészt zsoldosok alkották, de a császár egy új bizánci rendszert is létrehozott. A 11. század közepén megjelenő, eredetileg érdemek jutalmazására szolgáló adománybirtokokat (pronoia) Alexiosszal kezdődően immár a megadományozott katonai szolgálatáért és katonaállításáért cserébe osztották ki. A nem örökíthető pronoiabirtokok ilyen alkalmazása a feudalizmus sajátos, bizánci formájává alakult, és a feudalizmus balkáni formáinak kialakulását is jelentősen befolyásolta.
A császár másik birtokpolitikai újítása a kharisztika területén jelentkezett. A 451-es khalkédóni zsinat megtiltotta az egyházi vagyon elidegenítését, de a 11. században a nem rentábilis birtokokat kerülő úton mégis szokássá vált eladományozni – Alexiosz és utódai azonban a korábban egyházi hatóságokat illető jogot magukénak vindikálva saját céljaikra, híveik jutalmazására használták a korábbi egyházi földeket. A gyakorlat a heves egyházi tiltakozás ellenére állandósult. A császár mindemellett az ortodoxia harcos védelmezője volt: fellépett a neoplatonista Ióannész Italosz ellen, és támogatta az Athosz-hegy szerzetesközösségét, a kolostori élet megújítását célul kitűző Khrisztodulosznak pedig Patmoszt és más környékbeli szigeteket adta örökbirtokul, az athoszi szerzetesi köztársasághoz hasonló előjogokkal.

### A normann háború
Trónra lépésekor három fenyegetéssel kellett szembesülnie: Anatólia zöme a szeldzsukok kezébe került, a balkáni besenyők bármikor támadhattak, és a Dél-Itáliát nemrég elhódító normannok Robert Guiscard vezetésével az Adria keleti partján is terjeszkedni akartak. A törökökkel szembeni tehetetlenségét felismerve Alexiosz visszamenőleg elismerte szövetségesének Szulejmán ikóniumi szultánt, aki így elméletben az ő nevében uralta a bizánci területeket. Ezzel párhuzamosan hozzálátott, hogy újabb – jórészt szintén normann – zsoldosokkal töltse fel a seregét, amihez számos egyházi vagyontárgyat is el kellett zálogosítania. Guiscard végcélja Konstantinápoly és a császári trón volt, és ennek első lépcsőjeként Dürrakhion ostromába kezdett.
A császár a normann veszedelem ellenében felvette a kapcsolatot VII. Gergely pápával és annak riválisával, IV. Henrik német-római császárral is, de hathatós segítséget csak a Velencei Köztársaságtól kapott. A velencei hajók szétverték Guiscard flottáját, ám 1081 októberében Alexiosz zsoldosai a szárazföldön vereséget szenvedtek, Dürrakhion pedig elesett. A normannok erre előretörtek kelet felé, és rövidesen a thesszáliai Larisszát is bekerítették. Alexiosz szerencséjére 1082 tavaszán Dél-Itáliában lázadás tört ki Robert ellen, aki kénytelen volt hazatérni, hátramaradó seregei pedig nem tudtak ellenállni a bizánci nyomásnak. 1085-ben a helyzetét végül megerősítő normann vezér járvány áldozatául esett, és halálát hosszú évekig tartó belviszályok követték, megakadályozva a további támadásokat a Balkán ellen. Dürrakhiont időközben Velence visszafoglalta Alexiosznak, de cserében az 1082-es szerződés értelmében adó- és vámmentesen kereskedhetett a császárság egész területén, továbbá kikötőhelyeket és műhelyeket kapott Konstantinápolyban, komoly versenyelőnybe kerülve a bizánci kereskedőkkel szemben. 1111-ben Pisa kalmárjai is fontos előjogokat kaptak.

### Besenyők, szlávok és kunok
A normann vész elmúltával felerősödött a besenyő fenyegetés. A besenyők 1046-1048 táján települtek be Bulgáriába, és a bizánci kormányzatnak mindeddig csak alkalmilag sikerült úrrá lenni pusztításaikon. Ezúttal azonban a balkáni eretnekmozgalom, az üldözött bogumilok is a besenyők mellé álltak, akik hosszas harcokat követően 1090-ben megjelentek Konstantinápoly falai alatt. A helyzet különösen veszélyes volt, mivel a besenyőknek szövetségese is akadt: Szulejmán szeldzsuk uralkodó 1085-ös halála után Anatólia hadurak kezébe került, és a szmirnai Tzakhasz emír a tenger felől vette ostrom alá a bizánci fővárost. Az ostrom 1091 tavaszáig tartott, amikor is Alexiosz hívására megérkeztek a kunok a mai ukrán pusztákról. A kunokkal szövetségben a Levunion-hegységben rendkívül véres győzelmet arattak a császári erők a besenyők felett, amelyet a császár lánya, Anna Komnéné utólag az egész besenyő nép kiirtásaként írt meg. Tzakhasz magára maradva szintén súlyos vereséget szenvedett, ráadásul a császár a háta mögött szövetségre lépett a nikaiai Abu l-Kászim emírrel, illetve Szulejmán fiával, Kilidzs Arszlánnal.
A normann harcok ideje alatt Zeta, azaz Diokleia/Duklja fejedelme, Konstantin Bodin csak félszívvel támogatta Alexioszt, és passzivitásának nagy szerepe volt abban, hogy Dürrakhion elesett. Ezután a császár lekötöttségét a raskai és boszniai terjeszkedésre használta ki, illetve be-betört a birodalom területeire. A besenyőkkel leszámolva Alexiosz ellencsapást indított, hogy megregulázza a raskai zsupánt, Vukant, a hadjáratot azonban komolyabb eredmény nélkül kellett lezárnia, megelégedve a zsupán névleges hódolatával. A kunok behívása ugyanis veszélyes fegyvernek bizonyult: a hajdani szövetségesek 1094-ben felkarolták egy magát IV. Rómanosz fiának, Kónsztantinosz Diogenésznek kiadó trónkövetelő ügyét, és egészen Adrianopoliszig vonultak dúlva, fosztogatva. A császáriak végül tőrbe csalták a trónkövetelőt, a vezérüket vesztett kunokat pedig szétverték.

### A keresztesek

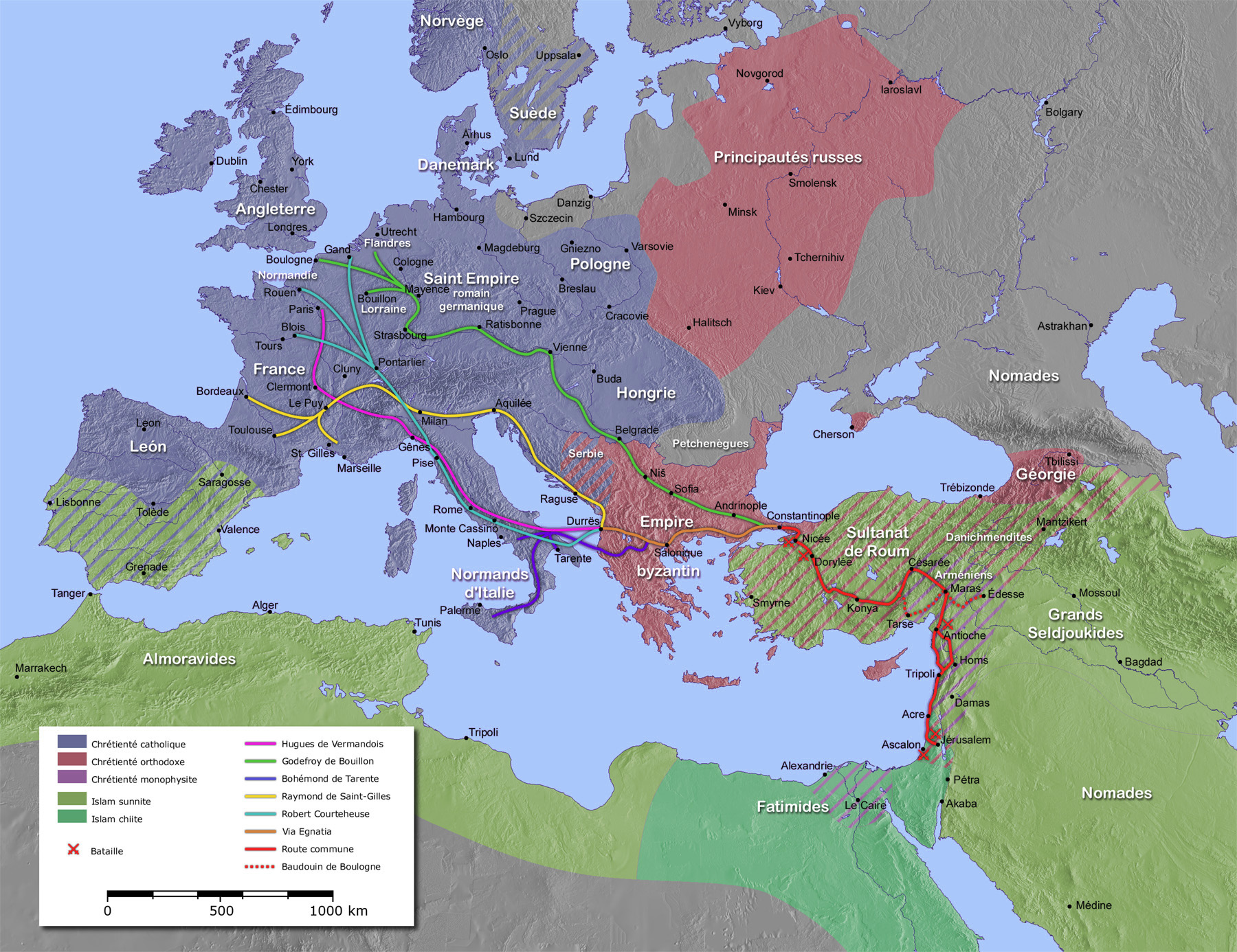
Az I. keresztes hadjárat térképe

A szorultság éveiben Alexiosz állandó kapcsolatot tartott a nyugati hatalmakkal, különösen II. Orbán pápával, akinek többek között a mintegy negyven éve bekövetkezett nagy egyházszakadás megszüntetésére is ígéretet tett. 1089–1090 körül Flandria grófja, Fríz Róbert jeruzsálemi zarándoklata alkalmával hűségesküt tett neki, illetve ötszáz flamand lovag küldésére tett ígéretet. A császárnak alapvetően zsoldosokra volt szüksége, akikkel feltölthette seregét a balkáni és keleti fenyegetés ellen, azonban 1096-ban váratlan módon fanatikus nyugati tömegek érkeztek Konstantinápoly alá: a keresztesek. Az Amiens-i Péter vezette csőcselék augusztus 1-jén érkezett, és fosztogatásaik elkerülése érdekében az uralkodó nem habozott átvitetni őket a Boszporusz túlpartjára, ahol nagy részüket lemészárolták a törökök. Év végétől pedig mind több nagyúr és lovagi kíséretük érkezett a császárvárosba: Bouillon Gottfried alsó-lotaringiai herceg vezetése alatt eljött Vermandois, Toulouse és Normandia grófja, a flamand gróf fia, illetve a dél-itáliai normannokat vezető Bohemund és unokaöccse, Tankréd.
Alexiosz, aki tulajdonképpen épphogy visszanyerte mozgásszabadságát a balkáni diadalok következtében, és egymaga is támadásba lendülhetett volna a marakodó szeldzsuk emírségek ellen, igyekezett a kéretlen segítséget a maga javára felhasználni: hűségeskü tételére kérte a nagyurakat, illetve megígértette velük, hogy minden hajdani bizánci területet átadnak neki. Cserébe élelmiszerellátást és harci eszközöket ígért, illetve felvetette, hogy maga is felveszi a keresztet, és teljes seregével keletre indul. Az esküt IV. Rajmund toulouse-i gróf és Tankréd kivételével minden főúr letette.
A keresztesek és a császár közti egyetértés nem sokáig tartott. 1097 júniusában a lovagok még átadták Nikaia városát Alexiosznak, aki saját seregével Nyugat-Anatólia jó részét visszafoglalta. A keresztesek Pelekanoszban megújították hűségesküjüket, és Dorülaionon, Ikonionon, Kaiszareia és Germanikeia városán át Antiochia felé vonultak – igaz, Gottfried fivére, Boulogne-i Balduin és Tankréd is kivált a seregből: Tankréd Kilikiát, Balduin Edesszát próbálta megszerezni. Utóbbi igyekezete 1098-ban sikerrel is járt, és megalapította az Edesszai Őrgrófságot.

### Antiochia
1098. június 3-án a keresztes hadak bevették Antiochia városát, a fontos pátriárkai székhelyet és hajdani tartományi központot. A hadvezérek közt kialakuló viszályból a normann Bohemund került ki győztesen, aki önálló államot hozott létre Antiochiai Fejedelemség néven, amit természetesen nem volt hajlandó visszaszolgáltatni Bizáncnak. Alexiosz így a szerződésszegésre hivatkozva nem támogatta tovább a hadjáratot, viszont a sértett toulouse-i Rajmunddal egyre barátságosabb viszonyt tudott kiépíteni. A gróf több tengerparti várost átadott a császárnak, sőt Jeruzsálem 1099-es elfoglalása után nem volt hajlandó annak uralkodójává előlépni – így lett Bouillon Gottfried a „Szent Sír védelmezője” címmel a Jeruzsálemi Királyság első ura.
Bohemund Antiochia uraként kezdettől fogva Bizánccal ellenséges politikát folytatott, de eközben a muszlimok ellen is harcolnia kellett. 1104-es vereségét kihasználva Alexiosz el tudta ragadni tőle a kilikiai erősségeket, Tarszoszt, Adanát és Mamistrát. A vereségen okulva Bohemond nyugatra ment toborozni, miközben elhíresztelte, hogy a császár elárulta a kereszteseket. 1107 októberében szállt partra Avlonában, és atyja hadmozdulatát megismételve Dürrakhionra tört. Ezúttal azonban Bizánc bizonyult erősebbnek: Alexiosz fényes győzelmet aratott, és elérte, hogy Bohemond 1108-ban hűbéresküt tegyen neki. Ennek a valóságban nem volt sok foganatja, mivel Bohemond 1111-ben meghalt, és utódja, Tankréd kezdettől fogva nem fogadta el érvényességét; ettől függetlenül Alexiosznak uralkodása hátralevő részében nem kellett Antiochia ellen hadakoznia, hanem kis-ázsiai területeinek törököktől való megvédésével foglalatoskodhatott.

## Örökösödése
A Dukaszokkal kötött szövetség értelmében trónra lépve a kaiszari rangot viselő Kónsztantinosz Dukaszt jelölte ki örököséül, akivel még lányát, Annát is eljegyezte. A családi szövetség azonban nem tűnt tartósnak: Alexiosz legszívesebben elvált volna feleségétől, Eirénétől, hogy Kónsztantinosz anyját, Máriát vehesse feleségül. Erről végül a pátriárka beszélte le. 1087-ben azonban megszületett a császár első fia, Ióannész, és Alexiosz 1092-ben őt tette meg örökösévé. Kónsztantinosz röviddel ezután meg is halt, azonban felnőtt lányának más tervei voltak: az apja által legyőzött lázadó fiával, Niképhorosz Brüenniosszal jegyezte el magát. A trónöröklés kérdésében Eiréné is Anna mellé állt, a császárt pedig halálos ágyán is győzködték, hogy fia helyett vejét tegye utódává. Alexiosz azonban nem adott határozott állásfoglalást, így sikerült II. Ióannész néven uralkodó fiára hagyni a hatalmat.

## Családja, utódai
A hatalomátvételekor feleségül vett Eiréné Dukasztól számos gyermeke született:
- Anna Komnéné, ifjabb Niképhorosz Brüenniosz felesége, az Alexiasz írója;
- Maria Komnéné, Niképhorosz Euphorbénosz Katakalón felesége (előtte Georgiosz Gabrasz jegyese);
- II. (Szép) Ióannész bizánci császár;
- Andronikosz Komnénosz szebasztokratór;
- Iszaakiosz Komnénosz szebasztokratór;
- Eudokia Komnéné, Mikhaél Iaszitész felesége;
- Theodóra Komnéné, Kónsztantinosz Kurkitész, majd Kónsztantinosz Angelosz felesége, utóbbi révén II. Iszaakiosz és III. Alexiosz nagyanyja;
- Mánuel Komnénosz, valószínűleg kisgyermekként elhalálozott;
- Zóé Komnéné, valószínűleg kisgyermekként elhalálozott.